# Sidney Salkow
Sidney Salkow est un réalisateur, scénariste et producteur américain, né le 16 juin 1909 à New York et mort le 18 octobre 2000 à Valley Village (Californie).

## Biographie
Il fait des études à la Faculté de droit de Harvard, à l'Université Columbia et au City College of New York. En 1932 il entre dans l'univers du cinéma en tant que dialoguiste puis entame une carrière prolifique de scénariste et metteur en scène. Pendant la guerre où il sert dans les marines (US Marine Corps), il est blessé pendant les prises de vue d'une scène d'action aérienne.

## Filmographie
Sauf indication contraire, les informations mentionnées dans cette section peuvent être confirmées par les bases de données cinématographiques  présentes dans la section « Liens externes ».

### Comme réalisateur

#### Cinéma
- 1936 : Four Days' Wonder
- 1937 : Une femme par-dessus bord (en) (Girl Overboard)
- 1937 : Behind the Mike
- 1937 : That's My Story!
- 1938 : Le Faucon de nuit (en) (The Night Hawk)
- 1938 : Tempête sur le Bengale (Storm Over Bengal)
- 1939 : Fighting Thoroughbreds (en)
- 1939 : Doctoresse et mère (en) (Woman Doctor)
- 1939 : La Rue des hommes perdus (en) (Street of Missing Men)
- 1939 : L'Heure décisive (en) (The Zero Hour)
- 1939 : Mademoiselle et son flic (She Married a Cop)
- 1939 : Flight at Midnight
- 1940 : Cafe Hostess
- 1940 : The Lone Wolf Strikes
- 1940 : The Lone Wolf Meets a Lady (en)
- 1940 : L'Homme traqué (en) (Girl from God's Country)
- 1941 : Rendez-vous à La Havane (en)[1] (The Lone Wolf Keeps a Date)
- 1941 : The Lone Wolf Takes a Chance
- 1941 : L'Heure du rythme (en) (Time Out for Rhythm)
- 1941 : Tillie the Toiler
- 1942 : Les Aventures de Martin Eden (en) (The Adventures of Martin Eden)
- 1942 : Le Pilote de la mort (en) (Flight Lieutenant)
- 1943 : La Cité sans hommes (City Without Men)
- 1943 : Le Boy de Stalingrad (en) (The Boy from Stalingrad)
- 1946 : Cœurs fidèles (Faithful in My Fashion)
- 1947 : Telle mère, telle fille (Millie's Daughter)
- 1947 : Message de Scotland Yard (en) (Bulldog_Drummond_at_Bay)
- 1948 : L'Épée du vengeur (en) (Sword of the Avenger)
- 1949 : La Rivale de l'impératrice (La rivale dell'imperatrice) (version italienne d'À l'ombre de l'aigle (en))
- 1949 : À l'ombre de l'aigle (en) (Shadow of the Eagle) (version américaine de La Rivale de l'impératrice)
- 1950 : La Femme traquée (La Strada buia)
- 1952 : Une fille à bagarres (Scarlet Angel)
- 1952 : Le Faucon d'or (The Golden Hawk)
- 1952 : Le Trappeur des grands lacs (The Pathfinder)
- 1953 : Le Roi pirate (Prince of Pirates)
- 1953 : À bout portant (en) (Jack McCall, Desperado)
- 1953 : Le Pirate des sept mers (Raiders of the Seven Seas)
- 1954 : Sitting Bull
- 1955 : Las Vegas Shakedown
- 1955 : Tex le justicier (en) (Robbers' Roost)
- 1955 : The Toughest Man Alive
- 1956 : Deux Frères face à face (en) (Gun Brothers)
- 1957 : Along the Mohawk Trail
- 1957 : Le Shérif de fer (The Iron Sheriff)
- 1957 : Duel à Durango (en) (Gun Duel in Durango)
- 1957 : Le Gang décapité (en) (Chicago Confidential)
- 1960 : Acculé dans la nuit (en) (The Big Night)
- 1963 : Trio de terreur (Twice-Told Tales)
- 1964 : The Long Rifle and the Tomahawk
- 1964 : Je suis une légende (The Last Man on Earth)
- 1964 : Feu sans sommation (The Quick Gun)
- 1964 : La Flèche sanglante (en) (Blood on the Arrow)
- 1965 : Le Massacre des Sioux (The Great Sioux Massacre)
- 1965 : The Murder Game (en)

#### Télévision
- 1955 : Fury (série télévisée)
- 1956 : Le Comte de Monte-Cristo (The Count of Monte Cristo) (série télévisée)
- 1957 : Hawkeye and the Last of the Mohicans (pilote série télévisée)
- 1957 : Maverick (série télévisée)
- 1958 : Bronco (série télévisée)
- 1958 : 77 Sunset Strip (série télévisée)
- 1962 : Ernestine

### comme scénariste
- 1936 : Rhythm on the Range
- 1936 : Calibre neuf millimètres (Murder with Pictures) de Charles Barton
- 1937 : Exclusive
- 1938 : Alerte au bagne (Prison Nurse) de James Cruze
- 1938 : Come On, Leathernecks! (en)
- 1941 : The Lone Wolf Meets a Lady (en)
- 1941 : The Lone Wolf Takes a Chance
- 1950 : The Admiral Was a Lady
- 1953 : Le Pirate des sept mers (Raiders of the Seven Seas)
- 1954 : Sitting Bull
- 1955 : Tex le justicier (en) (Robbers' Roost)

### comme producteur
- 1948 : L'Épée du vengeur (en) (Sword of the Avenger)
- 1953 : Le Pirate des sept mers (Raiders of the Seven Seas)
- 1958 : This Is Alice (en) (série TV)